# Кушниково (Самарская область)
Кушниково — село в Шигонском районе Самарской области в составе сельского поселения Пионерский.

## География
Находится на железнодорожной линии Ульяновск-Сызрань на расстоянии примерно 2 километров по прямой на запад-юго-запад от районного центра села Шигоны.

## История
Основано в конце 1780-х годов. Название связано с фамилией помещиков Кушниковых. Именовалось также Мартемьяновка по местной речке.

## Население
Постоянное население составляло 274 человека (русские 81%) в 2002 году, 280 в 2010 году.

## Достопримечательности
Фотообзор села от 2015 года.